# Шокурово
Шокурово — село в Нижнесергинском районе Свердловской области России, входит в состав Михайловского муниципального образования Нижнесергинского муниципального района.

## Географическое положение
Село Шокурово расположено в 40 километрах (по дорогам в 52 километрах) к югу-юго-западу от города Нижние Серги, на берегах реки Шокурки (левого притока реки Уфы), в 2,5 км от устья.

## Топоним
Татарское и башкирское название села — Шәкүр. Другое название — Упей (Өпәй).

## История
Шокурово (Шакур, Шакурово) — относилось к Упейской волости. Деревня была основана в XVI веке. Впервые упоминается в документах в 1713 году. В период кантонного управления Башкирией деревня относилась к 5-му юрту 2-го башкирского кантона.
В 1834 году была учтена мечеть, которая была разрушена в советское время и восстановлена в 2005 году.
В первые годы существования Башкирской автономии Шокуровская волость вместе с центром Шокурово входила в состав Кущинского кантона. В сентябре 1919 года Кущинский и Дуванский кантоны Автономной Советской Башкирской Республики были объединены в Дуван-Кущинский кантон, которая в 1922 году была преобразована в Месягутовский кантон. 1923 году границы данного кантона были изменены и его северные волости отошли к Екатеринбургской губернии, впоследствии присоединённой к Уральской области.

## Инфраструктура
В селе есть медицинский пункт, сельский клуб, при котором действует татарский фольклорно-этнографический коллектив «Чишмә», Татарский театр Шокуровского СДК, детский хореографический ансамбль «Яшьлек».

## Население
| 2002 | 2010 | 2021 |
| ---- | ---- | ---- |
| 949  | ↘754 | ↗912 |

Структура
- В 1834 году здесь в 76 дворах проживало 404 человека. В 1859 году в 118 дворах учтено 600 человек из сословия башкир, а в 7 дворах — 36 человек из сословия припущенников[12].
- По данным переписи 2002 года, татары составляли 95 % от общего числа сельчан[13]. По данным переписи 2010 года, в селе проживали 367 мужчин и 387 женщин[14].

## Люди, связанные с селом
- Зилялитдин Шамсутдинов (1793—?) — уроженец села. В составе 20-го башкирского полка участвовал в Отечественной войне 1812 года, имел серебряную медаль «В память Отечественной войны 1812 года»[12].

## Религия
Мечети
- Мечеть